# مل زیگلر
مل زیگلر (انگلیسی: Mel Ziegler) کارآفرین اهل ایالات متحده آمریکا است، که در سال ۱۹۷۸ شرکت بنانا رپابلیک را تأسیس نمود. این شرکت امروزه مالک ۶۴۰ شعبه فروش پوشاک در سراسر جهان می‌باشد.